# Hraniční skály
Hraniční Skály (německy Lauterbacher Felsen, polsky Goworek) jsou vedlejší vrchol hory Malý Sněžník v geomorfologickém celku Králický Sněžník a okrsku Malosněžnický hřbet. Nadmořská výška vrcholu ležícího na hranici Čech a polského Kladska je 1320 metrů nad mořem. Nachází se na hřebeni, který klesá od Malého Sněžníku k jihu až jihozápadu a od Hraničních skal pokračuje k sedlu, odkud opět stoupá k hoře Hleďsebe.

## Hydrologie
Vrchol a celý západní hřeben Králického Sněžníku leží na hlavním evropském rozvodí. Ze západních (polských) svahů odtékají vody do přítoků Kladské Nisy např. potok Nowinka a tedy patří do Baltského moře. Vody z východních svahů odvádějí pravostranné přítoky Moravy, jako je např. Kopřivák a další bezejmenné a odtékají tedy do Černého moře.

## Vegetace
Vrcholové partie (asi nad 1100 m) jsou porostlé převážně horskými třtinovými smrčinami, často se ovšem jedná o mladší porosty. V nižších polohách jsou potenciální přirozenou vegetací horské acidofilní bučiny, jednalo by se o smíšené lesy s dominancí buku lesního, smrku ztepilého a jedle bělokoré. V současnosti jsou ale většinou přeměněny na kulturní smrčiny.

## Ochrana přírody
Oblast vrcholu je součástí NPR Králický Sněžník a EVL Králický Sněžník, ale leží už mimo Ptačí oblast Králický Sněžník.